# Јанко Премрл Војко
Јанко Премрл — Војко (Шентвид, код Випаве, 29. фебруар 1920 — Идријска Бела, код Идрије, 26. фебруар 1943), учесник Народноослободилачке борбе и народни херој Југославије.

## Биографија
Рођен је 29. фебруара 1920. године у селу Шентвид, код Випаве, у Приморској Словенији, која се тада налазила у саставу Краљевини Италији. Његов ујак, Станко Премрл, био је римокатолички свештеник, познати композитор и оргуљаш, аутор словеначке химне.
Пре Другог светског рата, похађао је Економску школу у Горици. Отац га је исписао из школе због све учесталијих сукоба између етничких Словенаца и локалних фашиста.
Служио је италијанску војску 1940. и 1941. године. Јануара 1942, отпуштен је из војске због наводне болести, што му је осигурао локални антифашиста Иван Косовел. У току 1941. године прикључио се Ослободилачком фронту Словеније. Италијански војници су му спалили кућу и породицу одвели у логор, након чега се придружио партизанима у Приморској партизанској чети, 3. фебруара 1942. године. Наредна три месеца, учествовао је у осам војних операција чете на том подручју.
Маја 1942. године, Фашистички специјални суд у Риму осудио га је на смрт у одсуству. Дана 20. августа, његова је глава била уцењена на 50 000 лира.
Након формирања Седманаесте словеначке бригаде „Симон Грегорчич“, Јанко Премрл је био постављен за заменика команданта бригаде. Дана 13. фебруара 1943, Штаб приморске оперативне зоне поставио га је за команданта Прве приморске бригаде „Андреј Лахнар“.
Био је рањен 22. фебруара 1943. у сукобу бригаде с италијанским војницима у близини села Идријске Беле, код Идрије. Умро је 26. фебруара од последица рањавања.
Указом Председништва Антифашистичког већа народног ослобођења Југославије (АВНОЈ), 18. априла 1944. године, међу првим борцима Народноослободилачке војске, проглашен је за народног хероја.
После ослобођења, његови посмртни остаци сахрањени су у Гробници народних хероја у Љубљани.
На месту његова рањавања подигнута је спомен-плоча. Године 1949, на висоравни Нанос је изграђена „Војкова колиба“, а у њеној је близини подигнута његова биста.